# Újdombóvár
Újdombóvár egykori község Tolna vármegyében, 1946 óta Dombóvár része.

## Története

### Újdombóvár létrejötte és korai története eszmei községként

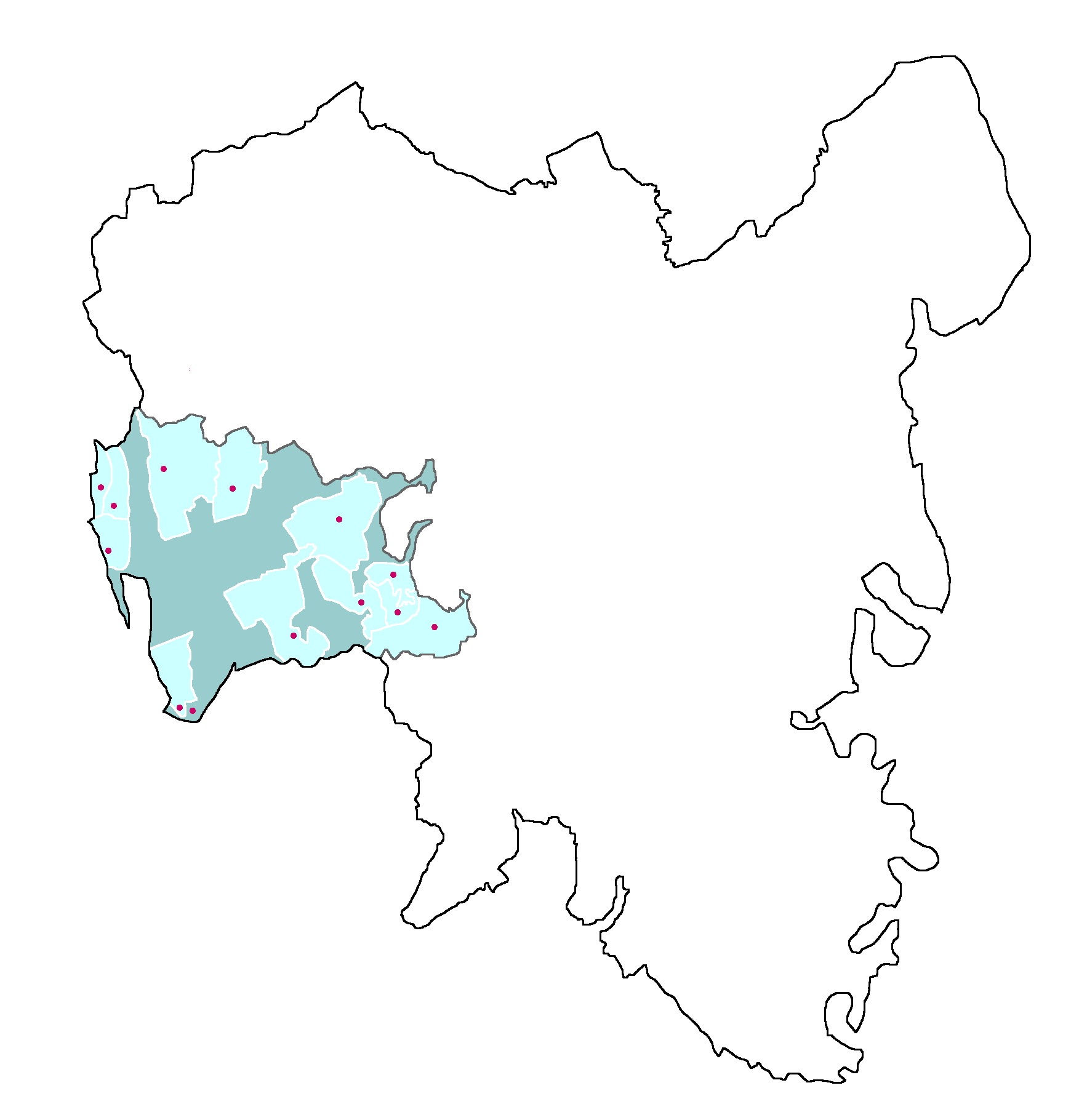
Újdombóvár területe 1912-ben Tolna vármegye Dombóvári járásán belül (sötétebb színnel jelölve)

Újdombóvár 1853-1856 között alakult, 28 pusztából, 6 majorból és 4 tanyából állt. Tipikus eszmei község volt, a tizennyolcadik a hercegi uradalmon belül.
„Ó-Dombóvár nagyközség megkülönböztetendő az ezt környező Új-Dombóvár pusztai adóközségtől, mely ötvenezer hold területére tán legnagyobb az ország valamennyi önálló pusztai és majorsági adóközségei közt. A több majorságra osztott Új-Dombóvár, Tüske, Mászlony, Leperd, Dalmand népes majorságaival, 3000-nél szaporább cselédnépével 80 000 Ft-nál több állami adót fizet.”
A föld herceg Esterházyé volt, de kisebb-nagyobb területekre osztva bérbe adta jómódú gazdálkodóknak, akik közül nem egynél apáról fiúra szállt a bérleti jog, mint a Dőry-családnál, akik több nemzedéken át bérelték Tüske-pusztát. A bérlők intézőket alkalmaztak, az ő feladatuk volt a cselédek földművelő és állattenyésztő munkájának irányítása.
A községet az elöljáróság irányította, melynek tagjai a bíró, a (fő)jegyző, a községi orvos, a községi pénztáros, a községi közgyám, a helyettes bíró és esküdtek voltak.

### A község eszmei jellegének megszűnése
Újdombóvár vasutastelep, azaz a mai Újdombóvár 1919-től épült ki.
Az első Dombóvárt érintő vasútvonal, a Duna-Dráva összekötővasút (1872) Ó-Dombóvárt érintette. 1882-ben készült el az Újdombóvárt érintő Budapest-Pécs vasútvonal és 1883-ra épült fel  Újdombóvár vasútállomás (ma Dombóvár vasútállomás). 1895-ben adták át a Győr-Veszprém-Újdombóvár vasútvonalat.
1914-ben megindult az új vasúti szertár - ami mint ún. osztószertár ellátta a zágrábi és pécsi körzethez tartozó vonalakat is - valamint a talpfakészítő üzem építése. Ez a fejlődés egyre több munkaerőt kívánt, a MÁV azonban képtelen volt lakásokat építeni, Dombóvár községnek pedig saját terjeszkedésre nem volt területe. A Dombóvári Vasutasok Nemzeti Szövetsége Esterházy Pál herceghez fordult, hogy adjon el uradalmából a MÁV-nak akkora területet, hogy ott egy vasutas telepet hozhassanak létre a Konda-pataktól keletre eső területen, mely közel esik a vasútállomáshoz és a Talpfatelítő Üzemhez. A telepet Saguly Károly  településterve alapján parcellázták. Az első ház 1919-ben épült fel, a házak száma 1925-ben már 280, 1944-ben pedig 502 volt.
A szakmunkások, lakatosok, mozdonyvezetők a jóval előbb létrejött vasúti központokból - Szolnokról, Ferencvárosból, Kaposvárról, Zágrábból - jöttek Újdombóvárra, az egyszerűbb vasúti alkalmazottak pedig a pusztai cselédség sorából kerültek ki.
Az utcákat 1926-ig számmal jelölték. Az volt a terv, hogy az utcákat nagy magyar személyiségekről fogják elnevezni, azonban a trianoni döntésbe belenyugodni nem tudó polgárok akaratának megfelelően az elcsatolt területek nagyvárosairól lettek elnevezve, sorrendben: Aradi, Pozsonyi, Kolozsvári, Brassói, Kassai, Fiumei, Temesvári, Zombori, Munkácsi. A Fő utca Esterházy Pál hercegről lett elnevezve, aki a 200 hold területet eladta a vasutasoknak.
1944 után megszűntek ezek az utcanevek és ismét számmal jelölték az utcákat, Esterházy helyett pedig Fő utca elnevezést kapott a gesztenyés főút.
1927-re épült fel a hercegi malom mellett az új községháza Dvorzsák Rezső tervei alapján.
A vasutas telep gyermekei 1922-ig Dombóvárra jártak be iskolába. Mivel ez túl messze volt 1922-ben a testület kibérelte a MÁV Talpfatelítő Vállalt Munkáslaktanya épületét. 1929-re készült el a főtéren az új általános iskola Dvorzsák Rezső tervei alapján és ebben az évben már itt folyt a tanítás.
1934-ben szentelték fel a főtéren az új templomot, amit dr.Fábián Gáspár budapesti műépítész tervezett.
A vasutastelepen tehát az első ház felépítése után tíz-tizenöt évvel már minden középület elkészült.
1924-ben a Belügyminisztérium rendelete, leirata alapján az eszmei községet fel kellett oszlatni, mert az Esterházy-telep 220 házával, mely ekkor készen állt, valóságos községet alkotott.[forrás?][OSZK DH VIII. évfolyam, 48. szám, 1924. november 23., 2. oldal]

### Újdombóvár egyesülése Dombóvárral
Dombóvár és Újdombóvár közigazgatásilag teljesen független, önálló volt, külön képviselőtestülettel, községházzal rendelkeztek. A két település 1946-ban egyesült, de Újdombóvár távoli északi határrészeiből 1949-ben önálló községgé alakult Dalmand.

## Ipar
1882-ben készült el az Újdombóvárt érintő Budapest-Pécs vasútvonal és 1883-ra épült fel  Újdombóvár vasútállomás.
Dőry Etelka kezdeményezte 1911-ben az új-dombóvári MÁV-állomásról kiinduló, Tüskepusztát, a Mászlonyi-utat, Szilfáspusztát és Nosztányt érintő 760 mm nyomtávolságú lórévasút építését. Az új-dombóvári MÁV-állomáson az átrakáshoz két keskenynyomközű vágány állt rendelkezésre. A Dombóvári Gazdasági Vasút-hálózat nagyobb része 1923-ban épült a településtől északra található nagybirtokok áruszállítási igényeinek kielégítésére, 60,3 km-es hosszban. 1948-ban még pár összekötő- és szárnyvonallal bővült, majd a Gazdasági Vasutak első Ötéves Tervének keretében megépült Inámpuszta-Cserepespuszta szakasszal érte el végleges formáját.
A Dombóvári GV másik főbb vonala eleinte tőle függetlenül fejlődött: Csoma-Szabadi vasútállomásról indult északnak, egészen Somogyszilig. A vasút a kegyes tanítórend tulajdonában volt, jóvoltukból a pálya 1914-es átadását követően a személyszállítás is megindulhatott a vonalon két- és négytengelyes, lórékből átalakított személykocsikban.
A hálózat jellegénél fogva Dombóvár, Dalmand, Nak, Somogyszil, Gölle, Attala, valamint Csoma-Szabadi belterületén is áthaladt. A végállomásokat is beleszámítva a hálózatnak összesen 19 megállója volt.
A vasút eredeti vágányhálózata, mely még a 20-as évekből maradt rá, a megváltozott forgalmi feltételekhez már nem tudott alkalmazkodni, így az 50-es években égető fontosságúvá vált egy korszerű, új állomás létesítése a kor színvonalának megfelelő szolgálati helyiségekkel. A szocreál stílusú felvételi épületet Rimanóczy Jenő tervei alapján 1952-ben kezdték építeni és 1953-ban adták át.
1912-ben alapította meg Dőry Etelka a Dőry Konzervgyárat, mely a Konda patak jobb partján, de akkor még Újdombóvárhoz tartozó területén létesült. Az 1930-as években már 100 munkást foglalkoztatott. A nyári és őszi idényben alkalmanként 350-600 fő is munkát kapott. Termékei - a különböző befőttek, lekvárok, kandírozott gyümölcsök Európa szerte közkedveltek voltak, sőt még Dél-Amerikába is exportáltak belőlük. A II. világháború után a gyárat népgazdasági indokokra hivatkozással leállították, a gépeket leszerelték és elszállították.
1914-ben jött létre a MÁV Talpfatelítő Vállalat. Az európai, sőt világhírű MÁV a 20. század elejétől az egyre növekvő hosszúságú vasúti pályák építéséhez és fenntartásához szükséges telített vasúti talpfa igényét a saját üzemeiből látta el. A dombóvári üzemben a mai viszonyokhoz képest is jelentős mennyiségű talpfát telítettek, a kor technikai színvonalának élvonalába tartozó berendezésekkel.
Eszterházy herceg 1925-ben Újdombóváron létesített gőzmalmot. Az üzemet iparvágánnyal és keskenyvágánnyal is ellátták, így a nagy mennyiségű gabonát vonaton lehetett a malomba szállítani.

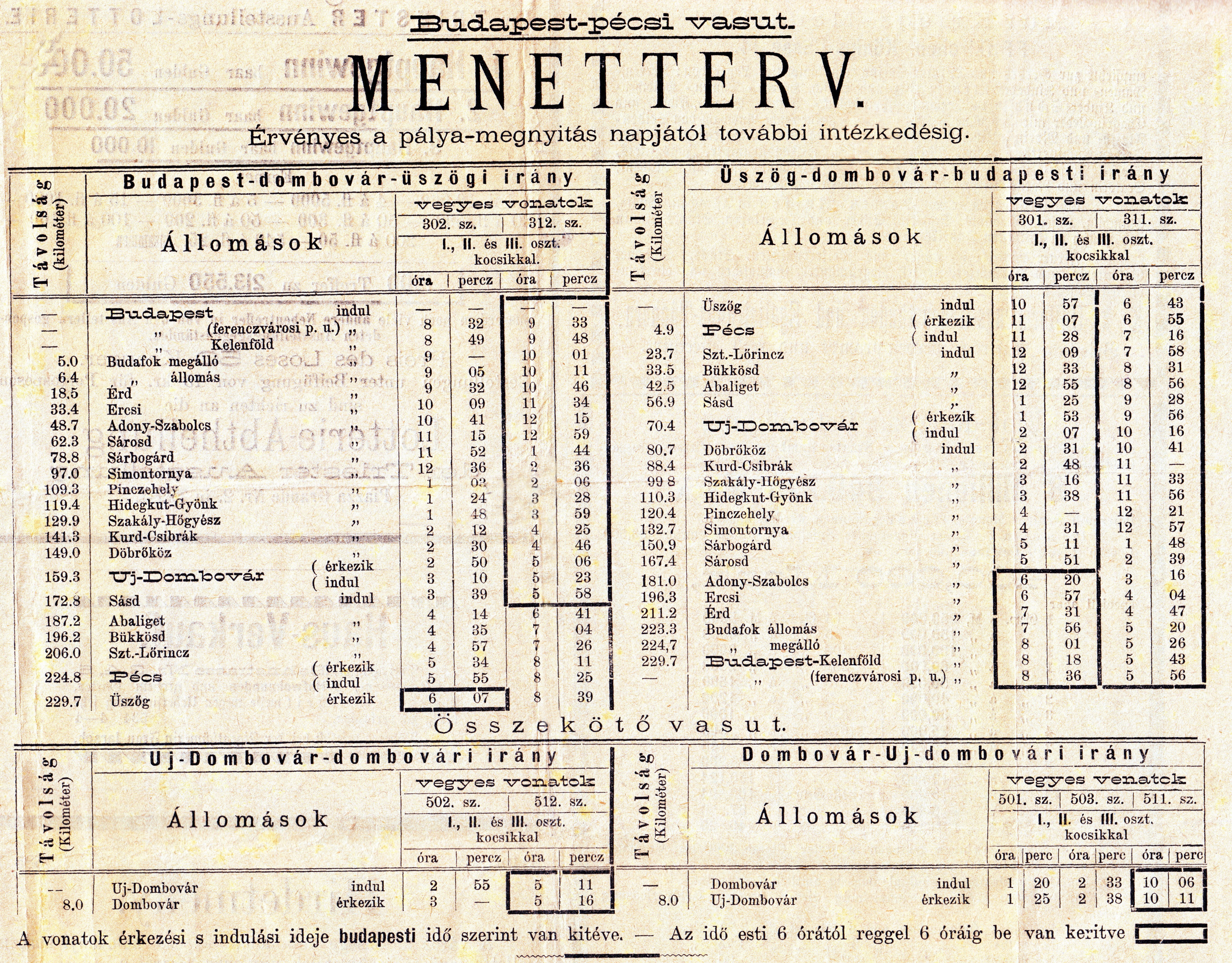
Az első menetrend 1882

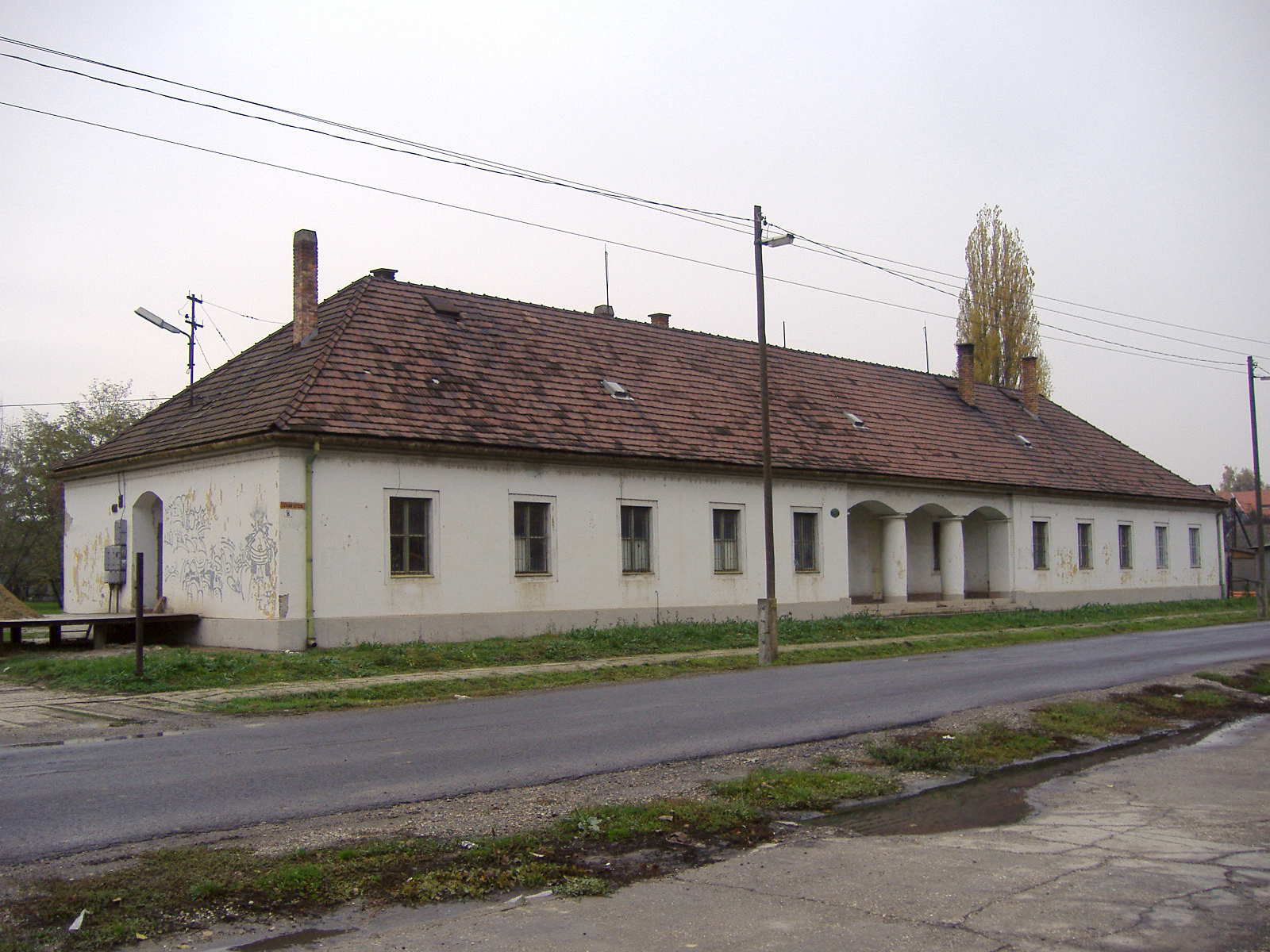
A Dombóvári Gazdasági Vasút felvételi épülete 2007-ben

## Itt született
- Dr. Kocsis Mihály egyetemi tanár, törvényszéki bíró (1899-1970) 1899. szeptember 5-én;
- Bali Sándor (1923.Újdombóvár-1982.Budapest) magyar politikus, 1956 hőse, a Nagy-Budapesti Központi Munkástanács társalapítója .
- Buzánszky Jenő 49-szeres válogatott labdarúgó, az Aranycsapat jobbhátvédje, 1925. május 5-én;
- 1921. február 18-án Sipos Gyula (1921–1976) újságíró, kétszeres József Attila-díjas költő;
- Leskó László író-újságíró (1943-2001) 1943. november 10-én;
- (Újdombóvár-Dalmandon) 1944. augusztus 30-án Pytel József fül-orr-gégész, PhD, klinikaigazgató, egyetemi tanár;
- 1947-ben Kőműves Mihály labdarúgó. 1971 és 1976 között a Tatabányai Bányász labdarúgója volt. Tagja volt az 1972-es magyar kupa-döntős csapatnak. Az 1973–74-es idényben második helyen végzett a góllövő listán. Az élvonalban összesen 127 mérkőzésen szerepelt és 42 gólt szerzett.